# Helmut Holzapfel (Sänger)
Helmut Holzapfel (geb. am 4. Dezember 1941 in Robertson, Südafrika) ist ein südafrikanischer Opernsänger (Tenor).

## Leben
Holzapfel, Sohn eines Chorleiters und einer Sängerin, absolvierte ein Musikstudium an der Universität Stellenbosch in Südafrika und an der Wiener Musikakademie bei Erik Werba. Sein Bühnendebüt hatte er mit 21 Jahren in Kapstadt als Don Ottavio im Don Giovanni, allerdings nur als Ersatz.
Sein erstes Festengagement hatte er von 1971 bis 1972 am Theater von Klagenfurt. Von 1972 bis 1977 war er am Landestheater von Innsbruck tätig, seit 1977 ist er Mitglied der Staatsoper Stuttgart.
Er sang vor allem Partien aus dem Spiel- und Charakterfach wie den David in den Meistersingern, den Pedrillo in der Entführung aus dem Serail, den Basilio in Figaros Hochzeit, den Valzacchi im Rosenkavalier. Auch lyrische Partien wie der Graf Almaviva im Barbier von Sevilla, der Ferrando in Così fan tutte und der Fenton in Verdis Falstaff gehörten zu seinem Repertoire.
Am 3. Oktober 1981 sang er den Prinzen Arjuna in der deutschen Uraufführung der Oper Satyagraha von Philip Glass.
Er trat zudem als Liedersänger 1976 bei den Salzburger Mozartwochen und 1983 auf einer großen Südamerika-Tournee (Auftritte in Buenos Aires, Santiago de Chile, Montevideo, Rio de Janeiro, São Paulo) auf.
1992 promovierte er mit einer Arbeit über den südafrikanischen Liederkomponisten Stephanus le Roux Marais.